# Język hetycki

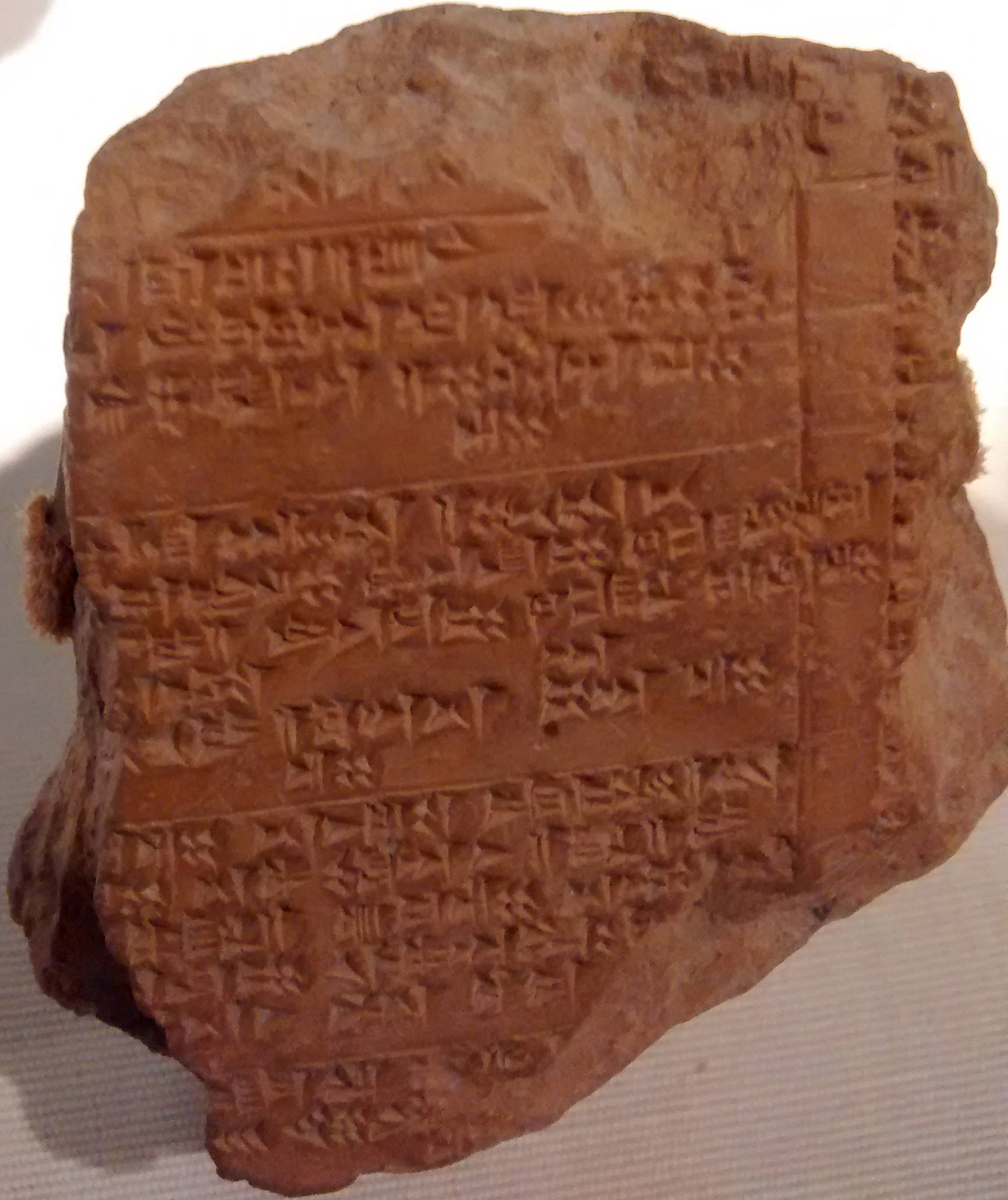
Tabliczka zapisana w języku hetyckim, pochodząca z XIV wieku p.n.e.

Język hetycki (zwany również nesyckim) – język martwy z rodziny języków indoeuropejskich, z gałęzi języków anatolijskich, przynależący do grupy języków kentumowych. Posługiwali się nim Hetyci zamieszkujący w epoce brązu środkową Anatolię. Istnienie języka hetyckiego oddzielonego od grupy anatolijskiej poświadczone jest co najmniej od końca XX w. p.n.e. (dokumenty z faktorii handlowej w Kanesz). Zachowane źródła pisane w języku hetyckim (ok. 30 tys. fragmentów tabliczek) pochodzą z okresu od końca XVII do XII w. p.n.e. Pod względem faz rozwoju tego języka wyróżnia się: starohetycki (1650–1450 p.n.e.), średniohetycki (1450–1350 p.n.e.) i nowohetycki (1350–1190 p.n.e.), w literaturze naukowej skracanych odpowiednio jako: OH (Old Hittite), MH (Middle Hittite) i NH (New Hittite).

## Nazwa
Określenie „język hetycki” jest nazwą współczesną, nawiązującą do biblijnej nazwy plemienia „Chittytów / Chetytów”, którzy w Starym Testamencie występują jako ludność zamieszkująca Kanaan, Hebron i Edom. Powiązanie Hetytów z epoki brązu z „Chetytami” ze Starego Testamentu wynikało z błędnego przekonania pionierów hetytologii (William Wright, Archibald Henry Sayce), że znane już wtedy ze źródeł egipskich i akadyjskich potężne państwo „Hatti” znajdowało się w północnej Syrii. Polska forma „hetycki” kontynuuje niemiecki uzus wyprowadzania nazwy „Hetyci” od imienia biblijnego Cheta (ḥêṯ, חֵֽת׃; por. niem. Hethiter, Hethitologie), w przeciwieństwie do angielskiej formy bazującej na nazwie plemienia „Chittytów” (ha-ḥittî, הַחִתִּ֥י; por. ang. hittite, hittitology).
Hetyci swój język określali jako „nesycki”. Źródła poświadczają formy nešili i nešumnili, które zbudowane są z nazwy miasta Nesa (czyli Kanesz) i sufiksu -ili (nešili) łączącego się z nazwą geograficzną, opcjonalnie rozszerzonego o kolejny sufiks -uman (nešumnili) odnoszącego się do nazwy etnicznej. Formy te oznaczają dosłownie „w (języku) Nesy / po nesycku”.

## Odkrycie języka hetyckiego
W 1887 r. odkryto w Tell el-Amarna archiwum listów, zawierające zbiór korespondencji dyplomatycznej Egiptu z sąsiednimi państwami. Dwa listy (EA 31 i EA 32) spisane zostały w nieznanym języku; jeden z nich był adresowany „do Tarhunda-radu, króla Arzawy (EA 31.2: A-NA ITar-ḫu-un-da-ra-du LUGAL KUR Ar-za-wa). Norweski uczony Jørgen Alexander Knudtzon przestudiował oba dokumenty i w publikacji z 1902 r. uznał, że zostały spisane językiem indoeuropejskim (nazywanym przez niemieckojęzycznych uczonych „indogermańskim”). Zauważył między innymi, że końcówki przypadków przypominają te znane z języków indoeuropejskich; podobne spostrzeżenia dotyczyły końcówek odmiany czasownikowej. Ustalenia Knudtzona poparli Alf Torp i Sophus Bugge; ich komentarze zostały włączone do publikacji Knudtzona. Poza tym jednak identyfikacja „języka arzaweńskiego” z nieznanym dotąd przedstawicielem rodziny języków indoeuropejskich nie zyskała szerszego poparcia w środowisku badaczy. W kolejnych latach Knudtzon stracił przekonanie co do słuszności swoich twierdzeń i choć oficjalnie się z nich nie wycofał, wyrażał takie wątpliwości w prywatnej korespondencji do Otto Webera, o czym Weber wspomniał w drugim tomie wydania listów z Amarny z 1915 r. Jednocześnie jeszcze w tym samym tomie identyfikację „języka arzaweńskiego” uznano za „sporną”.
Kiedy Knudtzon pracował nad listami z archiwum amarneńskiego, francuski archeolog Ernest Chantre przeprowadził sondażowe wykopy w ruinach stolicy hetyckiej Hattusa, w pobliżu obecnej wsi Boğazkale (stara nazwa to Boğazköy) i w 1893 r. znalazł tam kilka tabliczek zapisanych tym samym językiem, co listy EA 31 i EA 32. Te wstępne odkrycia doprowadziły do rozpoczęcia na tym stanowisku w 1906 r. wykopalisk kierowanych przez Hugona Wincklera. Prowadzone do połowy 1914 r. badania archeologiczne dostarczyły niemal 30 tys. fragmentów tekstów hetyckich.
Niemieckie Towarzystwo Orientalistyczne powierzyło badania nad tabliczkami z Boğazköy czeskiemu uczonemu, Bedřichowi Hroznemu. Mimo że po wybuchu I wojny światowej Hrozný został wcielony do armii Austro-Węgier, oddelegowano go do Konstantynopola, aby mógł prowadzić dalsze badania. Już w 1915 r. Hrozný opublikował artykuł dowodzący, że język tabliczek z Boğazköy, a tym samym język dwóch listów z Amarny, to faktycznie przedstawiciel rodziny języków indoeuropejskich. Hrozný udowodnił indoeuropejski charakter hetyckiego, m.in. wskazując, że w tym języku istniał imiesłów przymiotnikowy czynny (participium praesentis activi) tworzony analogicznie do imiesłowów z innych języków indoeuropejskich, jak również powtarzające się indoeuropejskie końcówki przypadków, zaimki podobne do łacińskich i starogreckich, oraz końcówki koniugacyjne porównywalne z końcówkami czasowników sanskryckich i starogreckich. Przedstawił również słynne tłumaczenie zdania nu NINDA-an e-iz-za-at-te-ni wa-a-tar-ma e-ku-ut-te-ni jako „Teraz chleb będziecie jedli, wodę będziecie pili”, identyfikując watar jako „wodę”, -an jako końcówkę biernika i e-iz-za-at-te-ni oraz e-ku-ut-te-ni jako czasowniki „jeść” i „pić” odmienione przez drugą osobę liczby mnogiej czasu teraźniejszego (odnoszącego się do przyszłości). Dokładniejsze analizy przedstawił w gramatyce języka hetyckiego opublikowanej w 1917 r.

## Pozycja hetyckiego w rodzinie języków indoeuropejskich
Pozycja języka hetyckiego w drzewie rodziny języków indoeuropejskich jest wciąż przedmiotem dyskusji. Konsensus panuje co do tego, że gałąź anatolijska oddzieliła się jako pierwsza. Wskazują na to archaiczne elementy obecne w hetyckim; między innymi miał co najmniej jedną głoskę laryngalną *h₂ (i być może *h₃) z trzech istniejących w języku praindoeuropejskim (*h₁, *h₂ i *h₃). W hetyckim brak podziału na rodzaj męski i żeński (istniał rodzaj „męsko-żeński” communis i nijaki – neutrum). Stosował „częściową ergatywność” (split ergativity) i bardziej rozbudowany system przypadków (w tym narzędnik i allatyw). Nie wykształcił czasu przyszłego. Obecna w nim była rozbudowana deklinacja heteroklityczna (końcowe r w rdzeniu przechodzi w n w przypadkach zależnych np. pahu(wa)r – pahunnas), która w innych językach poświadczona jest już tylko w formie szczątkowej np. łac. iter – itineris.
Aby wyjaśnić przetrwanie w hetyckim tych archaicznych form, powstała teoria „indo-hetycka” zaproponowana w latach 20. XX w. przez Edgara Sturtevanta w oparciu o spostrzeżenia Emila Forrera. Według jej założeń grupa anatolijska nie wywodziłaby się bezpośrednio z języka praindoeuropejskiego, lecz że tę swoistą genealogię należałoby przesunąć w czasie wstecz – grupa anatolijska i praindoeuropejski odłączyłyby się od wcześniejszego „języka-matki”. Innymi słowy, hetycki pochodziłby nie tyle od języka praindoeuropejskiego, co od „praindohetyckiego”. Wielu badaczy wciąż posługuje się hipotezą „indo-hetycką”, wprowadzając do niej różne modyfikacje; przykładowo David Anthony w jej ramach nazywa „indo-hetycki” „archaicznym praindoeuropejskim”. Zasadność dodawania kolejnych pięter w stosunku do tradycyjnego podziału praindoeuropejskiego jest jednak przez część badaczy kwestionowana.
Szerzej przyjęta hipoteza głosi, że grupa anatolijska oddzieliła się od wspólnego języka praindoeuropejskiego, ale na tyle wcześnie, że zachowała archaiczne formy gramatyczne, które zdążyły zaniknąć we wspólnocie praindoeuropejskiej, zanim ta zaczęła się dzielić na kolejne gałęzie. Moment odłączenia się grupy anatolijskiej jest jednak trudny do oszacowania z powodu braku źródeł pisanych. Znaczące grono badaczy (Craig Melchert, Alexander Lehrman, Bill Darden, David Anthony, oraz zespół Guus Kroonen, Gojko Barjamovic, Michaël Peyrot i za nimi Kristian Kristiansen) wskazuje, że musiało do tego dojść co najmniej ok. 4000 p.n.e., przypuszczalnie między 4500 a 4000 p.n.e.
Po 2015 r. nowych argumentów do dyskusji o ojczyźnie i rozpadzie Praindoeuropejczyków dostarczyła archeogenetyka. W podsumowujących artykułach z 2022 i 2023 r. zaproponowano hipotezę, jakoby pierwotna grupa „praindoanatolijska” powstała na Kaukazie ok. 6000 p.n.e. (8100 B.P.), z niej zaś jako pierwsza wydzieliła się grupa anatolijska ok. 5000 p.n.e. (7000 B.P.) i z Kaukazu zeszła bezpośrednio do Anatolii. Te wyniki badań są zbyt świeże, by ocenić ich odbiór w środowisku naukowym.
Z grupy anatolijskiej wydzieliły się języki, które dla epoki brązu identyfikowane są jako hetycki, luwijski i palajski. Aby oszacować, kiedy doszło do podziału grupy anatolijskiej, stosuje się „odwróconą chronologię” (reverse chronology), która polega na wzięciu za punkt wyjścia najwcześniejszych pisemnych poświadczeń istnienia wyodrębnionych już języków i przy wykorzystaniu innych metod, jak językoznawstwo porównawcze czy glottochronologia, zaproponowanie prawdopodobnego okresu, w którym doszło do podziału. Do oszacowania czasu rozdzielenia się Hetytów i Luwitów, względnie proto-Hetytów i proto-Luwitów, obecnie przyjmuje się ok. 1900 p.n.e., czyli okres, w którym poświadczone jest istnienie hetyckich i luwijskich imion w dokumentach z asyryjskiej faktorii handlowej w Kanesz (por. imię Suppiuman- zawierające hetycki sufiks -uman czy Hutarla- zawierające luwijskie określenie na „sługę”). Następnie, na podstawie różnic między hetyckim i luwijskim określa się, ile czasu musiało upłynąć, aby te języki osiągnęły stopień zróżnicowania widoczny w źródłach pisanych – dla hetyckiego i luwijskiego jako najmniej kontrowersyjną datę wskazuje się ok. 3000 r. p.n.e. Ta data nie uwzględnia jednak ważnego spostrzeżenia Marco Bonechiego, że w dokumentach z archiwum pałacowego w Ebli (2500–2300 p.n.e.) można znaleźć ok. dwadzieścia anatolijsko brzmiących imion (np. A-la-lu-wa-du, Ar-zi-ta-la, Mu-lu-wa-du, Tar-hi-li), które nosili mieszkańcy miasta Armi, lokalizowanego w pobliżu obecnego Samsat (starożytna Samosata). Z tego powodu data ok. 3500 r. p.n.e. jako czas podzielenia się grupy anatolijskiej może być bardziej prawdopodobna. Nierozstrzygnięte pozostają kwestie, z którego kierunku przybyli proto-Anatolijczycy (z Bałkanów lub Kaukazu) oraz czy weszli do Anatolii jako jedna grupa, czy jako już rozdzielone grupy proto-Hetytów i proto-Luwitów.

## Pismo
Hetycki zapisywany był wyłącznie pismem klinowym. Obecnie przyjmuje się, że początek piśmiennictwa hetyckiego przypada na okres panowania Hattusilisa I (1650–1620 p.n.e.), który miałby sprowadzić skrybów z północnej Syrii. Grafia (czyli kształt klinów) z okresu starohetyckiego wykazuje podobieństwa z grafią starobabilońską z „peryferyjnymi” wariantami znaków z północnej Syrii (Aleppo, Alalah [warstwa VII]). Od lat 50. XX w. tradycyjnie wyróżnia się trzy fazy rozwoju grafii hetyckiego pisma klinowego, pokrywające się z fazami rozwoju państwa i języka hetyckiego: grafia starohetycka (OS: Old Script), średniohetycka (MS: Middle Script) i nowohetycka/imperialna (NS: New Script). Pierwsze teksty spisywane grafią starohetycką były jeszcze skomponowane po akadyjsku. Sporne jest datowanie najstarszych fragmentów tekstów spisanych w języku hetyckim, gdyż sama metoda datowania paleograficznego tabliczek ze starą grafią hetyckiego pisma klinowego była w ostatnich latach poddawana krytyce. Według nowszych ustaleń fragmenty tekstów hetyckich datuje się obecnie między 1500 a 1400 r. p.n.e.

## Stanowiska z hetyckimi tabliczkami
Zdecydowana większość odkrytych tabliczek hetyckich pochodzi ze stanowiska w Boğazköy i wykopana została jeszcze przed I wojną światową (ok. 30 tys. fragmentów). Na tym stanowisku wciąż jednak wydobywane są – głównie dzięki przekopywaniu hałd pozostałych po wcześniejszych wykopaliskach – nowe pojedyncze fragmenty, jak odnaleziony w 2018 r. list Wijustiego, hatyckiego króla Hattusy z poł. XVIII w. p.n.e. Największy korpus źródeł hetyckich odkrytych poza Boğazköy to archiwum z Sapinuwy (obecnie Ortaköy) z okresu panowania Tudhalijasa III, liczące co najmniej 3500 fragmentów, ale niemal wszystkie dopiero czekają na publikację. Drugi co do wielkości jest zbiór 116 listów z Tapikki (obecnie Maşat Höyük) odkryty w latach 70. XX w. Dzięki wykopaliskom prowadzonym od 1993 r. znaleziono ok. 60 fragmentów tekstów religijnych w Sarissie (obecnie Kuşaklı). Kolejne teksty okryto w Samuha (obecnie Kayalıpınar): póki co opublikowano 100 tekstów złożonych z fragmentów odkrytych między 1999 a 2015 r. Pojedyncze tabliczki odkryto także w: Emar (6 tabliczek), Alaca Höyük (2 tabliczki), Uşaklı Höyük (6 fragmentów), Büklükale (1 tabliczka), Büyüknefes (1 tabliczka), Tarsie (1 tabliczka), İnandık (1 tabliczka), Oymaağaç (4 tabliczki), Alalah (ok. 10 fragmentów), Ugarit (1 tabliczka?), Dur-Kurigalzu (1 tabliczka?) i z Tell El-Amarna (2 tabliczki).

## Fonologia
Odtworzenie dokładnego systemu fonologicznego języka hetyckiego jest trudne ze względu na nieprzystosowanie pisma klinowego do potrzeb języka z rodziny indoeuropejskiej.

### Samogłoski
W hetyckim wyróżnia się cztery samogłoski: a, e, i, u. Samogłoski prawdopodobnie mogły być zarówno krótkie, jak i długie, na co wskazuje stosowanie przez skrybów pleneskrypcji, czyli dodawania znaku klinowego powtarzającego dźwięk samogłoskowy sąsiedniego znaku (np. a-aš-šu). Pleneskrypcją posługiwano się jednak niekonsekwentnie i niewykluczone, że jej funkcją było też wskazanie padania akcentu, co utrudnia rekonstrukcję obu tych zjawisk. Sporne jest istnienie w hetyckim samogłoski o, która być może była zapisywana znakiem klinowym o wartości fonetycznej u2 lub mogła być oddawana przez zwykłe a.
Samogłoski w języku hetyckim:
|             | przednie | centralne | tylne |
| przymknięte | i, ī     |           | u, ū  |
| średnie     | e, ē     |           |       |
| otwarte     |          | a, ā      |       |

### Spółgłoski
Pod względem spółgłosek w hetyckim wyróżnia się:
- spółgłoski zwarte: p, t, k;
- spółgłoski nosowe: m, n;
- spółgłoski płynne: r, l;
- spółgłoski szczelinowe: s (zapisywana znakiem š, wymawiana jak [s], w części wyrazów prawdopodobnie także jak [sz] i być może również jak [ś])[91], h (wymawiana jak [ch]);
- spółgłoskę zwarto-szczelinową: z (wymawiana jak [c]);
- aproksymanty: i (wymawiana jak [j]), w (wymawiana jak [ł]);

Spółgłoski w języku hetyckim:
|                    |                    | dwuwargowe | zębowe | podniebienne | miękkopodniebienne | miękkopodniebienne labializowane |
| zwarte             | dźwięczne          | b          | d      |              | g                  | gw                               |
| zwarte             | bezdźwięczne       | p          | t      |              | k                  | kw                               |
| zwarto-szczelinowe | zwarto-szczelinowe |            | ts     |              |                    |                                  |
| szczelinowe        | szczelinowe        |            | s      |              | x                  |                                  |
| nosowe             | nosowe             | m          | n      |              |                    |                                  |
| płynne             | płynne             |            | r, l   |              |                    |                                  |
| aproksymanty       | aproksymanty       |            |        | j            | w                  |                                  |

Zgodnie z „regułą Sturtevanta” w pozycji interwokalicznej (w śródgłosie) podwajano spółgłoskę, jeśli była bezdźwięczna (por. a-ap-pa [wym. apa] i a-pa [wym. aba]).

## Morfologia

### Rzeczownik
Hetycki miał dziewięć przypadków: mianownik, dopełniacz, celownik, biernik, pochodnik, narzędnik, miejscownik, allatyw i wołacz. Celownik i miejscownik połączyły się w jeden przypadek jeszcze w okresie starohetyckim. Allatyw w okresie nowohetyckim przetrwał jedynie w archaicznych wyrażeniach. Mianownik przejął funkcję wołacza, a pochodnik i narzędnik zaczęły funkcjonować jako jeden przypadek. Cały zestaw przypadków poświadczony jest zatem jedynie w najstarszych tekstach hetyckich. Część badaczy wydziela też ergatyw jako osobny przypadek w hetyckim, stosowany jedynie w rzeczownikach neutrum, kiedy taki rzeczownik pełnił w zdaniu funkcję podmiotu dla czasowników przechodnich.
| przypadek      | lp.     | lm.       |
| -------------- | ------- | --------- |
| M. (wspólny)   | -š, Ø   | -eš       |
| M.-B. (nijaki) | -n, Ø   | -a, -i, Ø |
| D.             | -aš     | -aš       |
| C.-Ms.         | -i      | -aš       |
| B. (wspólny)   | -n      | -uš       |
| P.             | -az, -z | -az       |
| N.             | -it, -t | -it       |
| Al.            | -a      | -aš       |

Według tego samego schematu odmieniano przymiotniki, które w szyku zdania znajdowały się przed określanym rzeczownikiem.
Można wydzielić kilkanaście schematów deklinacji w zależności od tematu rzeczownika, nie przyjęło się jednak w hetytologii numerować deklinacji tak jak np. w gramatykach do łaciny czy greki. Końcówki deklinacji są zasadniczo wspólne dla wszystkich tematów rzeczownika. Wyróżnia się następujące tematy rzeczownika: a-, i-, u-, ai-, au-, l-, n-, r-, r/n-, t-, nt-, š-. Harry Hoffner i Craig Melchert dodatkowo wyodrębniają tematy: -h oraz -e. Nie w każdym jednak temacie występowały zarówno rzeczowniki, jak i przymiotniki, niektóre zaś tematy obejmowały tylko rodzaj nijaki.
W hetyckim istniały dwa rodzaje: wspólny (podobnie jak w szwedzkim) i nijaki, zwane też rodzajami żywotnym i nieżywotnym. Rzeczowniki nijakie przedstawiają typową dla języków indoeuropejskich cechę identyczności form mianownika i biernika (por. łac. oppidum (M. = B.), gr. téknon (M. = B.), pol. drzewo (M. = B.)).
Wyróżnia się dwie liczby: pojedynczą i mnogą. W przypadku niektórych słów wskazuje się na prawdopodobne ślady liczby podwójnej (np. elzi ‘szalki [wagi]’, sakuwa ‘oczy’), aczkolwiek umieszcza się je w niewielkiej, osobnej kategorii rzeczowników zbiorczych. W rzeczownikach zbiorczych mieszczą się również rzeczowniki zbiorowe, jak alpa ‘kłęby chmur’ (w przeciwieństwie do alpeš ‘chmury (liczone z osobna)’).

### Zaimki
Hetycki miał dwa rodzaje zaimków osobowych: wolnostojące i enklityczne. Zaimki osobowe wolnostojące odmieniano dla pierwszej i drugiej osoby liczby pojedynczej i mnogiej.
| przypadek | pierwsza osoba | pierwsza osoba | druga osoba | druga osoba    |
| przypadek | lp.            | lm.            | lp.         | lm.            |
| --------- | -------------- | -------------- | ----------- | -------------- |
| M.        | ūk/ammuk       | wēš/anzaš      | zik/tuk     | šumeš          |
| D.        | ammel          | anzel          | tuel        | šumel/šumenzan |
| C.-Ms.    | ammuk          | anzaš          | tuk         | šumaš          |
| B.        | ammuk          | anzaš          | tuk         | šumaš/šumeš    |
| Ab.       | ammedaz        | anzedaz        | tuedaz      | šumedaz        |

Dopełniacz zaimka osobowego wolnostojącego pełnił też funkcję zaimka dzierżawczego.
Zaimki enklityczne łączyły się z łańcuchem partykuł stojących na początku zdania. Zaimki dla pierwszej i drugiej osoby odmieniały się tylko w celowniku-miejscowniku i bierniku (-mu ‘mi, mnie’; -ta ‘tobie, ciebie’; -naš ‘nam, nas’; -šmaš ‘wam, was’). Zaimek trzeciej osoby dla liczby pojedynczej i mnogiej poświadczony jest dla mianownika (-aš ‘on, ona’, -e, -at ‘oni, one’), celownika-miejscownika (-ši ‘jemu, jej’; -šmaš ‘im’) i biernika (-an ‘jego, jej’; -uš, -aš ‘ich’); dla zaimków nijakich mianownik-biernik (-at ‘ono’; -e, -at ‘one’).
Zaimki wskazujące dzieli się na trzy grupy: zaimek kāš ‘ten (bliższy)’, apāš ‘ten (dalszy)’ i aši ‘ten (najdalszy)’. Cechą charakterystyczną ich odmiany jest końcówka -el w dopełniaczu (kel, apel). Tak samo odmienia się zaimek względny-pytajny kuiš (por. łac. qui) i zaimek nieokreślony kuiški (por. łac. quisquis).
Starohetycki charakteryzował się enklitycznymi zaimkami dzierżawczymi, które łączyły się z rzeczownikiem i odmieniały się przez przypadki (np. attaš-miš ‘mój ojciec’, attan-man ‘mojego ojca’). W okresie nowohetyckim funkcję zaimków dzierżawczych przejęły zaimki osobowe wolnostojące w dopełniaczu.

### Czasownik
W hetyckim wykształciły się dwie koniugacje: koniugacja -mi i koniugacja -hi. Podział ten jest uzależniony od końcówki, jaką czasownik przybiera w formie pierwszej osoby liczby pojedynczej.
| osoba | lp.    | lm.      |
| ----- | ------ | -------- |
| 1.    | walhmi | walhueni |
| 2     | walhši | walhteni |
| 3     | walhzi | walhanzi |

| osoba | lp.        | lm.          |
| ----- | ---------- | ------------ |
| 1     | šipandahhi | šipanduweni  |
| 2     | *šipandati | šipanzašteni |
| 3     | šipandi    | šipandanzi   |

Podział na dwie koniugacje nie był bezwzględny; wraz z rozwojem języka hetyckiego odmiana niektórych czasowników przechodziła do drugiej koniugacji.
Istniały w hetyckim tylko dwa czasy: teraźniejszy i imperfekt. Czas teraźniejszy miał również aspekt czasu przyszłego. Charakterystyczną cechą końcówek czasu teraźniejszego jest samogłoska -i, która nie występuje w końcówkach imperfekcie.
| osoba | lp.       | lm.            |
| ----- | --------- | -------------- |
| 1     | -mi /-hi  | -weni, -meni   |
| 2     | -ši / -ti | -teni / -šteni |
| 3     | -zi / -i  | -anzi          |

| osoba | lp.               | lm.          |
| ----- | ----------------- | ------------ |
| 1     | -nun, -un / -hun  | -men, -wen   |
| 2     | -š, -t, -ta, -šta | -ten / -šten |
| 3     | -t, -ta, -šta     | -er          |

Hetycki wyróżniał dwie strony: czynną i medio-pasywną. Czasowniki w stronie medio-pasywnej tłumaczy się jak stronę bierną, jak stronę zwrotną lub po prostu jak stronę czynną (np. ešari w zależności od kontekstu można tłumaczyć jako: ‘(on) jest posadzony’, ‘(on) siedzi’, ‘(on) siada’).
| osoba | lp.                | lm.                        |
| ----- | ------------------ | -------------------------- |
| 1     | -ha, -hari,-hahari | -wašta, -waštari, -waštati |
| 2     | -ta, -tari, -tati  | -duma, -dumari             |
| 3     | -ta, -tari         | -anta, -antari             |

| osoba | lp.                          | lm.               |
| ----- | ---------------------------- | ----------------- |
| 1     | -hati, -hahati, -hat, -hahat | -waštati, -waštat |
| 2     | -tati, -tat                  | -dumati, -dumat   |
| 3     | -tati, -tat                  | -antati, -antat   |

W hetyckim istniały dwa tryby: oznajmujący i rozkazujący.
| osoba | lp.                        | lm.          |
| ----- | -------------------------- | ------------ |
| 1     | -allu/-allut/-lu -lut/-lit | –            |
| 2     | -t/-i / Ø                  | -ten / -šten |
| 3     | -tu / -u                   | -antu        |

| osoba | lp.           | lm.     |
| ----- | ------------- | ------- |
| 1     | -haru/-haharu | –       |
| 2     | -hut/-huti    | -dumat  |
| 3     | -taru /-aru   | -antaru |

### Formy nieosobowe czasownika

#### Bezokoliczniki
Hetycki miał dwa bezokoliczniki. Bezokoliczniki czasowników, w których nie dochodziło do przegłosu najczęściej miały końcówkę -wanzi (bezokolicznik I), np. walhuwanzi ‘atakować’. Czasowniki z przegłosem dostawały w formie bezokolicznikowej końcówkę -anna (bezokolicznik II), np. adanna ‘jeść’.

#### Rzeczownik odczasownikowy
Zarówno od czasowników bez przegłosu, jak i od tych z przegłosem, można było utworzyć rzeczownik odczasownikowy. Od czasowników bez przegłosu tworzyło się go przez dodanie do rdzenia końcówki -war lub -mar (np. walhuwar ‘atak’). Od czasowników z przegłosem rzeczownik ten tworzyło się przed dodanie do rdzenia końcówki – (ā)tar (np. adatar ‘jedzenie’).

#### Supinum
Supinum tworzono tylko od czasowników bez przegłosu przez dodanie końcówki – (u)wan. Supinum występowało najczęściej razem z czasownikiem dai-, tworząc wyrażenie „zaczynać coś robić” (np. walhuwan dair ‘(oni) zaczęli walczyć’). Końcówkę supinum często poprzedzał sufiks iteratywny -ške- (np. walhiškewan), podkreślający niedokonany aspekt czynności.

#### Imiesłów
Imiesłów w hetyckim najczęściej miał aspekt bierny; tworzono go za pomocą sufiksu -ant- (np. N. walhanza – G. walhantaš ‘uderzony’), który w pozostałych językach indoeuropejskich tworzy imiesłów czynny (por. łac. laudantis; gr. lúontos; niem. schreibende; wł. parlando, pol. mówiący). Możliwe było jednak utworzenie imiesłowu czynnego od czasowników przechodnich za pomocą tego samego sufiksu.

## Syntaktyka

### Szyk wyrazów w zdaniu
Zdanie w języku hetyckim najczęściej było budowane według schematu: „podmiot – dopełnienie – orzeczenie” (ang. SOV). Czasownik ‘być’ (eš- / aš-) w czasie teraźniejszym najczęściej pomijano (zdanie nominalne). Szyk zdania jednak ze względów stylistycznych mógł być modyfikowany – zwłaszcza w tekstach poetyckich. W takich przypadkach orzeczenie mogło być umieszczone na początku zdania. Jeśli funkcję dopełnienia pełnił zaimek enklityczny, znajdował się on w łańcuchu enklitycznym rozpoczynającym zdanie i mógł wtedy poprzedzać podmiot.

### Łańcuch enklityczny
Cechą charakterystyczną języków z grupy anatolijskiej jest łańcuch enklityczny stojący na początku zdania. Rozpoczynała go partykuła nu (w starohetyckim istniały jeszcze dwie inne partykuły: ta oraz šu), do której doczepiane były kolejne elementy, jak zaimki enklityczne i inne partykuły. Wyróżnia się następujące partykuły:
–(y)a – koniunkcja zdań i czasowników (‘i, także’)
–(m)a – spójnik adwersatywny (‘a, ale, zaś’)
–wa(r) – partykuła mowy zależnej, pełniąca funkcję cudzysłowu
–z(a) – partykuła zwrotna, ukierunkowująca czynność względem podmiotu (odpowiednik polskiego zaimka zwrotnego ‘się’)
–an – partykuła występująca tylko w starohetyckim, uściślająca znaczenie czasownika w kierunku „do wewnątrz”
–apa – partykuła występująca tylko w starohetyckim, uściślająca znaczenie czasownika w kierunku „na zewnątrz”, być może także podkreślała aspekt fizycznego kontaktu wyrażanego przez czynność (np. ‘uderzać’, ‘dotykać’)
–ašta – partykuła uściślająca znaczenie czasownika związana z ruchem „do wewnątrz” i przechodzeniem przez coś
–kan – partykuła uściślająca znaczenie czasownika związanego ruchem, przede wszystkim z wyrządzaniem komuś krzywdy (np. ‘atakować kogoś’, ‘zabić kogoś’)
–šan – partykuła uściślająca znaczenie czasownika związanego z czynnością ruchu o nieznanej bliżej funkcji
–pat – partykuła podkreślająca wagę słowa, do którego była dołączona, mogła łączyć się z każdym wyrazem w zdaniu
Dokładne znaczenie partykuł towarzyszących czasownikom związanym z czynnością ruchu nie jest w pełni jasne, więc nie oddaje się ich w tłumaczeniu.
Poza pierwszą partykułą nu w skład łańcucha mogło wejść maksymalnie sześć członów ustawionych w ściśle określonej kolejności. Partykuły uściślające znaczenie czasownika występowały zawsze na końcu łańcucha. Poza partykułą nu łańcuch enklityczny mógł rozpoczynać rzeczownik (zapisany sylabami po hetycku lub oddany za pomocą sumerogramu bądź akadogramu) oraz zaimki pytające i względne. Przykładem zdania hetyckiego rozpoczynającego się łańcuchem enklityk jest np. nu=war=at=kan (partykuła nu + partykuła mowy zależnej -war + zaimek enklityczny -at + partykuła -kan) lub mahhan=ma=za (zaimek mahhan ‘kiedy, jak’ + partykuła -ma + partykuła -za).

### Postpozycje
W hetyckim funkcję przyimków pełniły postpozycje, które znajdowały się za określanym rzeczownikiem. W starohetyckim część postpozycji łączyła się z rzeczownikiem w dopełniaczu, w nowohetyckim jednak niemal wszystkie wymuszały odmianę rzeczownika w celowniku-miejscowniku. Wyróżnia się następujące postpozycje:
– anda/andan – ‘w, do’
– apan – ‘za, po’ (w znaczeniu czasowym)
– handaš – ‘ze względu na’
– istarna – ‘między’
– katta/kattan – ‘razem z’
– kattan – ‘pod’
– peran – ‘przed, z powodu’
– šara – ‘w górę’
– šer – ‘nad, w imieniu kogoś, w odniesieniu do czegoś’
– tapušza – ‘wzdłuż, razem’
– para – ‘z’ (kierunkowe ‘na zewnątrz’)
– parranda / pariya – ‘ponad’
– iwar – ‘na sposób’
– man / mahhan – ‘tak jak’
Przykładowe użycie rzeczownika z postpozycją to: šiunaš istarna ‘pośród bogów’, linkiya kattan ‘pod przysięgą’, šuhhi šer ‘na dachu’.

### Prepozycje
Hetycki czasownik mógł być poprzedzony słowem, które modyfikowało jego znaczenie (praeverbium). Wyróżnia się następujące prepozycje:
– anda – kierunek do wewnątrz
– andan – ‘w środku’
– appa – kierunek do tyłu, aspekt ponownego wykonywania czynności
– appan – ‘z tyłu’, ‘po’ (w znaczeniu czasowym)
– katta – kierunek w dół
– kattan – ‘na dole‘
– para – kierunek na zewnątrz, ‘do przodu‘
– peran – ‘przed’
– arha – podkreślenie osiągniętego rezultatu
Przykładowe użycie czasownika z prepozycjami: anda arnu- ‘wnieść’ [por. arnu – ‘nieść, przenosić’], katta ep- ‘zdjąć’ [por. ep- ‘chwytać’], arha ed- ‘pożerać’ [por. ed- ‘jeść], appan iya- ‘podążać za’ [por. iya- ‘iść’].

### Negacje
W hetyckim istniało pięć typów negacji. Negację najczęściej umieszczano przed samym czasownikiem, nawet wtedy, gdy czasownik poprzedzała prepozycja. Dla celów stylistycznych bądź retorycznych negacja mogła być użyta na początku lub na końcu zdania. Wyróżnia się następujące negacje:
– lē – przeczenie stosowane do wyrażenia zakazu i rozkazu, najczęściej łączyło się z czasownikiem w trybie oznajmującym, rzadziej występowało razem z trybem rozkazującym
– nawi – ‘jeszcze nie, zanim’, najczęściej łączyło się z czasownikiem pai- ‘iść’
– nūman/nūwan – wyrażało negatywne życzenie
– nekku – pytanie negatywne ‘czyż nie’, ‘nieprawdaż’
Przykładowe użycie negacji: natta epzi ‘nie chwyci’, lē paizzi ‘(jemu) nie wolno iść’, nāwi paizzi ‘jeszcze nie idzie, jeszcze nie wyszedł’, nūman wezzi ‘nie życzy sobie przyjść’.

### Zdania pytajne
Zdanie pytajne nie miało odrębnego szyku wyrazów. Pytanie, szczególnie retoryczne, mogło być zasygnalizowane umieszczeniem różnych części mowy na początku łańcucha enklityk. Zasadniczo jednak zdanie pytajne nie różniło się od zdania oznajmującego, a jego poprawna identyfikacja uzależniona jest od kontekstu. Hetycki dysponował tylko jednym charakterystycznym dla pytań zaimkiem pytajnym kuwat ‘dlaczego’. W funkcji zaimka pytajnego wykorzystywano również zaimki wskazujące i względne-pytajne (zwłaszcza kuiš ‘kto’ i kuit ‘co’) oraz przysłówki (mahhan ‘jak, kiedy, co’, kuwapi ‘gdzie’).
Przykłady zdań pytajnych: kuit ianun ‘cóż zrobiłem?’, nu kuēz uwaši ‘skąd przychodzisz?’, māhhan iyaweni ‘co zrobimy?’

### Sumerogramy i akadogramy
Skrybowie w celu skrócenia zapisu posługiwali się sumerogramami (słowami sumeryjskimi) i akadogramami (słowami akadyjskimi). W transliteracji sumerogramy oddaje się wielkimi literami (np. DINGIR); akadogramy również zapisuje się wielkimi literami z dodatkowo nałożoną kursywą (np. ILUM). Przykładowo hetyckie słowo išhaš ‘pan’, zapisywane jako iš-ha-aš (𒅖𒄩𒀸‬), można było oddać sumeryjskim EN (𒂗‬). Sumerogramów używano głównie do zapisu rzeczowników i niektórych czasowników, akadogramy natomiast częściej stosowano jako komplementy fonetyczne dołączane do sumergoramów (np. EN-UT-TIM = bēlūtim ‘panowanie’) i jako akadyjskie zaimki sufigowane (np. EN-IA ‘mój pan’). Za samym sumerogramem i akadogramem mógł pojawić się hetycki komplement fonetyczny (np. LUGAL-uš = haššuš ‘król’). Sumerogramy i akadogramy były czytane po hetycku, niemniej ich powszechne stosowanie przez skrybów doprowadziło do tego, że nie znamy hetyckiego brzmienia wielu słów, które w źródłach za każdym razem są zapisane przy użyciu tej konwencji (np. słowo ‘kobieta’ w zachowanych źródłach zawsze jest zapisane sumerogramem MUNUS).

### Skróty
CTH = E. Laroche, Catalogue des textes hittites, Paris 1971 katalog kontynuowany w wersji elektronicznej: (dostęp: 2023-10-22).
EA = The El-Amarna Correspondence: A New Edition of the Cuneiform Letters from the Site of El-Amarna based on Collations of all Extant Tablets, ed. W.M. Schniedewind, Z. Cochavi-Rainey, transl. A.F. Rainey, vol. I–II, Leiden–Boston 2015.
HIL = The Hittite Inherited Lexicon, ed. A. Kloekhorst, Leiden 2008.

### Opracowania
- Allentoft M.E. et al., Population Genomics of Bronze Age Eurasia, „Nature” 522 (2015), s. 167–172.
- Alp S., Maşat Höyük’te Bulunan Çivi Yazılı Hitit Tabletleri / Hethitische Keilschrifttafeln aus Maşat-Höyük, Ankara 1991 (wydanie przerysów).
- Anthony D.W., The Horse, the Wheel, and Language. How Bronze-Age Riders from the Eurasian Steppes Shaped the Modern World, New Jersey 2007.
- Archi A., In Search of Armi, „Journal of Cuneiform Studies” 63 (2011), s. 5–34.
- Boley J., Anatolian Archaisms and the Origin of Indo-European Roots, „Res Antiquae” 3 (2006), s. 57–68.
- Bonechi M., Aleppo in età' arcaica a proposito di un’opera recente, „Studi Epigrafici e Linguistici sul Vicino Oriente Antico” 7 (1990), s. 15–37.
- Brinkman J.A., Babylonia under the Kassites: Some Aspects for Consideration, [w:] Karduniaš. Babylonia Under the Kassites. The Proceedings of the Symposium Held in Munich 30 June to 2 July 2011, ed. A. Bartelmus, K. Sternitzke, Boston–Berlin 2017, s. 1–21.
- Bryce T., The World of the Neo-Hittite Kingdoms: A Political and Military History, Oxford–New York 2012.
- Bugge S., Bemerkungen zu den Arzawa-Briefen, [w:] J.A. Knudtzon, Die zwei Arzawa Briefe: Die ältesten Urkunden in Indogermanischer Sprache, Leipzig 1902, s. 57–107.

- Collins B.J., The Hittites and Their World, Atlanta 2007.

- Crawford S.J., The Decipherment of the Hittite Language, „The Journal of the Royal Asiatic Society of Great Britain and Ireland” (Jan., 1919), s. 1–13.
- Darden B.J., On the Question of the Anatolian Origin of Indo-Hittite, [w:] Greater Anatolia and the Indo-Hittite Language Family: Papers Presented at a Colloquium Hosted by the University of Richmond, March 18–19, 2000, ed. R. Drews. Washington 2001, s. 184–228.
- Dassow E. von, Alalaḫ between Mittani and Ḫatti, „Anatolian Archaeological Studies” 2 (2020), s. 193–226.
- Drews R. (ed.), Greater Anatolia and the Indo-Hittite Language Family: Papers Presented at a Colloquium Hosted by the University of Richmond, March 18–19, 2000, Washington 2001.
- Eichner H., Die Vorgeschichte des hethitischen Verbalsystems. Flexion und Wortbildung, [w:] Akten der V. Fachtagung der idg. Gesellschaft, ed. H. Rix, Wiesbaden 1975, s. 71–103.
- Gavaz Ö.S., Hattuša and Environs: Philology, [w:] Hittite Landscape and Geography, ed. M. Weeden, L.Z. Ullmann, Leiden–Boston 2017, s. 179–199.
- Haak W. et al., Massive Migration from the Steppe Was a Source for Indo-European Languages in Europe, „Nature” 522 (2015), s. 207–211.
- Heggarty P. et al., Language Trees with Sampled Ancestors Support a Hybrid Model for the Origin of Indo-European Languages, „Science” 381 (2023), s. 1–12.
- Hoffner H.A. Jr, Melchert H.C., A Grammar of the Hittite Language, Winona Lake (Indiana) 2008.
- Hout Th. van den, A Century of Hittite Text Dating and the Origins of the Hittite Cuneiform Script, „Incontri linguistici” 32 (2009), s. 11–35.
- Hout Th. van den, The Elements of Hittite, Cambridge 2011.
- Hout Th. van den, A History of Hittite Literacy: Writing and Reading in Late Bronze-Age Anatolia (1650–1200 BC), Cambridge–New York 2020.
- Hrozný B., Die Lösung des hethitischen Problems, „Mittheilungen der. Deutschen Orient-Gesellschaft” 56 (1915), s. 17–50.
- Hrozný B., Die Sprache der Hethither, ihr Bau und ihre Zugehörigkeit zum indogermanischen Sprachstamm. Ein Entzifferungsversuch, Leipzig 1917.
- Kloekhorst A., Kanišite Hittite: the Earliest Attested Records of Indo-European, Leiden–Boston 2019.
- Kloekhorst A., Anatolian, [w:] The Indo-European Language Family: A Phylogenetic Perspective, ed. Th. Olander, Cambridge–New York 2022, s. 63–82.
- Kloekhorst A., PronkT., Introduction: Reconstructing Proto-Indo-Anatolian and Proto-Indo-Uralic, [w:] The Precursors of Proto-Indo-European The Indo-Anatolian and Indo-Uralic Hypothesess, ed. A. Kloekhorst, T. Pronk, Leiden–Boston 2019, s. 1–14.
- Knudtzon J.A., Die zwei Arzawa Briefe: Die ältesten Urkunden in Indogermanischer Sprache, Leipzig 1902.
- Knudtzon J.A., Weber O., Ebeling E., El-Amarna-Tafeln, vol. I–II, Leipzig 1908–1915.
- Kristiansen K., The Archaeology of Proto-Indo-European and Proto-Anatolian: Locating the Split, [w:] Dispersals and Diversification: Linguistic and Archaeological Perspectives on the Early-Stages of Indo-European, ed M. Serangeli, Th. Olander, Leiden–Boston 2020, s. 157–165.
- Kroonen G., Barjamovic G., Peyrot M., Linguistic supplement to Damgaard et al. 2018: Early Indo-European languages, Anatolian, Tocharian and Indo-Iranian, „Zenodo” (2018), s. 1–24.
- Lazaridis I. et al., The Genetic History of the Southern Arc: A Bridge Between West Asia and Europe, „Science” 377 (2022), s. 1–13.
- Lehrman A., Reconstructing Proto-Indo-Hittite, [w:] Greater Anatolia and the Indo-Hittite Language Family: Papers Presented at a Colloquium Hosted by the University of Richmond, March 18–19, 2000, ed. R. Drews, Washington 2001, s. 106–130.
- Mallory J.P., In Search of Indo-Europeans. Language, Archaeology and Myth, London 1989.
- Mallory J. P., Adams D. Q., The Oxford Introduction to Proto-Indo-European and the Proto-Indo-European World, Oxford–New York 2006.
- Mazzoni S., D’Agostino A., Orsi V., Exploring a Site in the North Central Anatolian Plateau: Archaeological Research at Uşaklı Höyük (2013–2015), „Asia Anteriore Antica. Journal of Ancient Near Eastern Cultures” 1 (2019), s. 57–142.
- Melchert H.C., The Dialectal Position of Anatolian within Indo-European, [w:] Proceedings of the Twenty-Fourth Annual Meeting of the Berkeley Linguistics Society: Special Session on Indo-European Subgrouping and Internal Relations, [online] 1998, s. 24–31.
- Melchert H.C., The Luwians, Leiden–Boston 2003.
- Melchert H.C., Indo-Europeans, [w:] Ancient Anatolia 10,000–323 B.C.E., Sh.R. Steadman, G. McMahon, Oxford–New York 2011, s. 704–716.
- Melchert H.C., The Position of Anatolian, [w:] Handbook of Indo-European Studies, ed. M. Weiss, A. Garrett, Oxford: Oxford University Press [w przygotowaniu].
- Niedorf Ch.F., Ein hethitisches Brieffragment aus Alalah, [w:] Ex Mesopotamia et Syria Lux: Festschrift für Manfred Dietrich zu seinem 65. Geburtstag, ed. O. Loretz, K.A. Metzler, H. Schaudig, Münster 2002, s. 517–526.
- Niesiołowski-Spanò Ł., Dziedzictwo Goliata, Toruń 2012.
- Popko M., Althethitisch? Zu den Datierungsfragen in der Hethitologie, [w:] Tabula Hethaeorum. Hethitologische Beitraege Silvin Kosak zum 65. Geburtstag, Wiesbaden 2007, s. 575–581.
- Popko M., Ludy i języki starożytnej Anatolii, Warszawa 2011.
- Reich D., Kim jesteśmy, skąd przyszliśmy, tłum. P. Szwajcer, Stare Groszki 2019.
- Rieken E. (hrsg.), Keilschrifttafeln aus Kayalıpınar 1:Textfunde aus den Jahren 1999–2017, Wiesbaden 2019.
- Ringe D. et al., Indo-European and Computational Cladistics, „Transactions of the Philological Society” 100/1 (2002), s. 59–129.
- Rowe I.M.,The Legal Texts from Ugarit, [w:] Handbook of Ugaritic Studies, ed. W.G.E. Watson, N. Wyatt, Leiden–Boston–Köln 1999, s. 390–422.
- Salvini A., Trémouille M.-C., Les textes hittites de Meskéné/Emar, „Studi Micenei ed Egeo-Anatolici” 45/2 (2003), s. 225–271.
- SchachnerA., Die Ausgrabungen in Boğazköy-Ḫattuša 2018, „Archäologischer Anzeiger” 1 (2019), s. 1–146.
- Schniedewind W.M., Cochavi-Rainey Z. (eds.), Rainey A.F. (transl.), The El-Amarna Correspondence: A New Edition of the Cuneiform Letters from the Site of El-Amarna based on Collations of all Extant Tablets, vol. I–II, Leiden–Boston 2015.
- Sturtevant E.H., On the Position of Hittite Among the Indo-European Languages, „Language” 2 (1926), s. 25–34.
- Sturtevant E.H., The Indo-Hittite Hypothesis, „Language” 38/2 (1962), s. 105–110.
- Süel A., Soysal O., A Practical Vocabulary from Ortaköy, [w:] Hittite Studies in Honor of Harry A. Hoffner Jr. on the Occasion of His 65th Birthday, ed. G. Beckman, R. Beal, G. McMahon, Winona Lake 2003, s. 349–365.
- Taracha P., Hittitology Up to Date: Issues and New Approaches, „Rocznik Orientalistyczny” 65/1 (2012), s. 212–223.
- Torp A., Bemerkungen zu den Arzawa-Briefen, [w:] J.A. Knudtzon, Die zwei Arzawa Briefe: Die ältesten Urkunden in Indogermanischer Sprache, Leipzig 1902, s. 108–124.
- Weeden M., Hittite Logograms and Hittite Scholarship, Wiesbaden 2011.
- Weeden M., Hittite Scribal Schools Outside of Hattusa?, „Altorientalische Forschungen” 38 (2011), s. 116–134.
- Weeden M., A Hittite Tablet from Büklükale, „Anatolian Archaeological Studies” 18 (2013), s. 19–35.
- Weeden M., State Correspondence in the Hittite World, [w:] State Correspondence in the Ancient World, ed. K. Radner, Oxford 2014, s. 32–63.
- Yakubovich I., Hittite, [w:] Companion to Ancient Near Eastern Languages, ed. R. Hasselbach-Andee, Hoboken 2020, s. 221–237.